# Atles dels Ocells Nidificants d'Andorra
En l'any 2002, l'Associació per a la Defensa de la Natura a Andorra va publicar un atles intitulat Atles dels ocells nidificants d'Andorra